# Roll Over Lay Down (sång)
Roll Over Lay Down är en låt av den brittiska rockgruppen Status Quo. 
Låten är skriven av Francis Rossi, Rick Parfitt, Alan Lancaster, John Coghlan och Bob Young och fanns med på albumet Hello! från 1973.
Låten utgavs aldrig som singel men blev istället a-sida på en live-EP, inspelad på The Kursaal i Southend och Trentham Gardens 1 - 2 mars 1975. EP:n släpptes 13 maj 1975 på skivbolaget Vertigo.
B-sidan på EP:n innehöll två låtar. Gerdundula, som skrevs av Francis Rossi och Bob Young under pseudonymen Manston/James, och Junior's Wailing som skrevs av K White/M Pugh.

## Instrumentsättning
- Francis Rossi - sång, sologitarr
- Rick Parfitt - körsång, rythmgitarr
- Alan Lancaster - bas
- John Coghlan - trummor

## Album som Roll Over Lay Down finns på
- Hello! (1973)
- Live (1977)
- 12 Gold Bars (1980)
- Live At The N.E.C. (1982)
- Rocking All Over The Years (1991)
- "Whatever You Want" - the Very Best Of Status Quo (1997)
- XS All Areas - The Greatest Hits (2004)